# St-Étienne (Puxe)

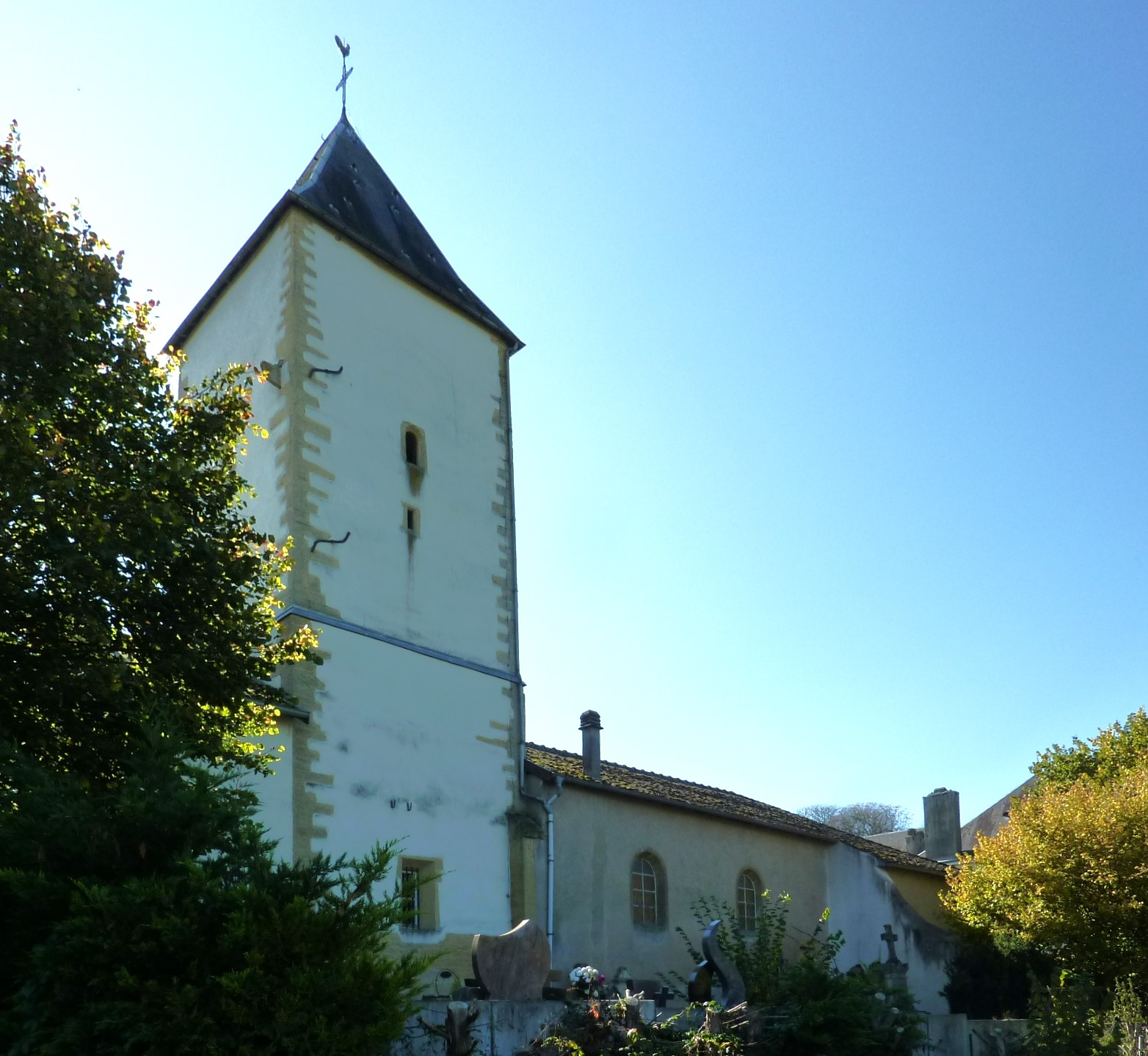
St-Étienne, Blick zum Chorturm

Die römisch-katholische Kirche St-Étienne befindet sich in Puxe im Département Meurthe-et-Moselle in der französischen Region Grand Est. Das Gotteshaus ist eingetragen im Verzeichnis des kulturellen Erbes in Frankreich.

## Geschichte
St-Étienne ist im Kern eine romanische Chorturmkirche. Die Untergeschosse des Chorturms stammen aus dem 12. Jahrhundert. Der Turm wurde später erhöht und in seinen Obergeschossen als Wehrturm ausgebaut. Das Langhaus stammt aus dem 15. Jahrhundert. Es wurde im 18. Jahrhundert verändert, wobei das gotische Südportal beibehalten wurde.